# 山口市立小郡中学校
山口市立小郡中学校（やまぐちしりつ おごおりちゅうがっこう）は、山口県山口市小郡下郷にある公立中学校。

## 概要
山口市小郡地域の中心部にある。施設は校舎3棟と体育館のほか、約20,000平方メートルのグラウンドや25ｍプールも完備されている。
校歌は1947年の制定。作詞は土井晩翠、作曲は下総皖一で、ともに日本各地の校歌を手掛けた人物である。歌は3番まであり、1番は地域についての内容で、鳳翩山や椹野川などのフレーズも含まれている。校門そばには歌碑が置かれている。
生徒数は685人で、市内では鴻南中学校、大内中学校に次いで3番目に多い。各学年7学級ずつと特別支援学級が2学級ある（いずれも2024年度時点）。生徒数は10年ほど前からほぼ横ばいで推移しており、2018年度は600人を切るも、2021年度には700人台まで回復するなどしている。

## 沿革
- 1947年（昭和22年）
  - 5月1日 - 山口市立小郡中学校として開校[5]。開校式を開催。蔵敷の旧青年学校校舎と小郡小学校校舎で授業開始[6]。
  - 校章および校歌を制定[2]。
  - 父兄会（現在のPTA）を結成[2]。
- 1949年（昭和24年）11月1日 - 小郡町が山口市から分離し、「小郡町立小郡中学校」に改称[2]。
- 1950年（昭和25年）4月 - 運動場を設置[2]。
- 1951年（昭和26年）9月 - 講堂を落成[5]。
- 1953年（昭和28年）
  - 1月 - 新校舎を落成[7]。
  - 11月 - 学校保健優良校として文部大臣より表彰される[5]。
- 1954年（昭和29年）12月23日 - 全国唱歌ラジオコンクール全国大会に中国地区代表として出場し、優良校となる[7]。
- 1957年（昭和32年）10月 - 全国唱歌ラジオコンクールにて県および中国大会で1位となる[5]。
- 1965年（昭和40年）3月 - ブロンズ像（希望）を建立[5]。
- 1967年（昭和42年）7月 - プールを落成[5]。
- 1968年（昭和43年）4月 - 給食を開始[1]。
- 1971年（昭和46年）
  - 3月 - 球技コートを設置[5]。
  - 9月 - 武道場、クラブ室、更衣室を落成[5]。
- 1981年（昭和56年）7月 - 講堂および音楽室を解体し、新校舎を建設開始[5]。
- 1983年（昭和58年）
  - 3月 - ランチルームを落成[5]。
  - 8月 - NHK全国学校音楽コンクールにて県最優秀校および中国大会優良校となる[5]。
- 1984年（昭和59年）3月 - 体育館を落成[5]。
- 1985年（昭和60年）2月 - 新校舎（本館）および技術科棟を落成[5]。
- 1986年（昭和61年）3月 - セミナーハウス（洗心館）を落成[5]。
- 1987年（昭和62年） - 開校40周年記念事業として、校訓碑や門柱の設置、正門拡張工事を実施[5]。
- 1992年（平成4年）9月 - コンピュータ教室を設置[5]。
- 1999年（平成11年）
  - 1月 - 先進的教育用ネットワークモデル地域に指定される[5]。
  - 2月 - 新たな美術室および家庭科室を設置[5]。
- 2005年（平成17年）
  - 7月 - 南・中校舎を解体し、新校舎を建設開始[5]。
  - 10月 - 山口市への合併により、「山口市立小郡中学校」に改称[5]。
- 2006年（平成18年）11月 - 新たな南校舎を落成[5]。
- 2019年（平成31年）3月 - プールを改修[5]。

## 部活動

### 運動部
- 軟式野球部
- ソフトボール部
- 陸上競技部
- サッカー部
- 水泳部
- 男子バレーボール部
- 女子バレーボール部
- 男子バスケットボール部
- 女子バスケットボール部
- 男子ソフトテニス部
- 女子ソフトテニス部
- 男子卓球部
- 女子卓球部
- 剣道部
- 柔道部（臨時）
- 硬式テニス部（臨時）

### 文化部
- 吹奏楽部
- 科学部
- パソコン部
- 美術部
- 伝統文化部
- 囲碁将棋部

出典：

## 通学区域
- 小郡地域の全域[9]

## 進学前小学校
- 山口市立小郡小学校
- 山口市立上郷小学校
- 山口市立小郡南小学校

出典：

## アクセス

### バス
- 防長交通「小郡中学校前」停留所下車

### 鉄道
- JR山口線 周防下郷駅から徒歩で約10分

## 著名な出身者
- 小田桃花 - スポーツクライマー[10]
- 松本龍憲 - プロ野球選手[11]
- 廣瀬順子 - 柔道選手（柔道家）
- 河口華子 - 水球選手